# Château de Sarre
Le château royal de Sarre est un château valdôtain. Il se situe au village de Lalex, sur la commune de Sarre, en Vallée d'Aoste.

## Architecture
Le château de Sarre se compose d'un corps central longitudinal situé sur une colline aménagée en terrasses en amont de la RN26 et de l'autoroute A5 du Mont-Blanc. Une tour à base rectangulaire avec des merlons et des fenêtres à croisillons. Il a été reconstruit au XVIIIe siècle sur la base d'un manoir médiéval par le baron Jean-François Ferrod d'Arvier.
Le roi Victor-Emmanuel II l'a fait élargir en haussant la tour et en ajoutant un nouveau bâtiment pour les écuries.

## Histoire
La maison forte de Jacques de Bard, le fondateur de la famille de Sarre se trouvait vers l'an 1242 à l'endroit où se trouve le château aujourd'hui. Une fois cette famille éteinte, en 1364 la maison forte a été confiée par Amédée VI de Savoie à Henri de Quart. Le fief est retourné peu après à la maison de Savoie qui l'a transféré en 1405 à Thibaud de Montagny.
Entre le XVe et le XVIIe siècle, il a appartenu aux familles Genève-Lillin, Leschaux, La Crête, Roncas et Rapet.
Il a été acheté en 1710 par Jean-François Ferrod d'Arvier, qui souhaitait en faire le symbole des richesses qu'il avait accumulées en gérant les mines de cuivre d'Ollomont. Il a entrepris à cette époque une reconstruction entière, qui a donné la structure actuelle. Après sa faillite, Ferrod a été obligé de le céder aux Rapet, qui l'ont cédé ensuite aux Nicole de Bard et puis encore aux Gerbore.
En 1849, après la défaite de Novare, le roi Charles-Albert abdique en faveur de son fils Victor-Emmanuel II, qui devient comte de Sarre en 1869 après avoir acheté le château. Il en fait sa maison de chasse pour les campagnes de chasse massive dans les vallées de Cogne, de Rhêmes et au Valsavarenche, qui lui ont valu le surnom de « Roi chasseur ». Les salles du château ont été aménagées avec des expositions impressionnantes de trophées de chasse. Le roi Humbert II et la reine Marie-José y ont séjourné.
La région autonome Vallée d'Aoste l'a acheté en 1989 pour l'ouvrir au public.